# Emil Göing
Emil Göing, né le 31 janvier 1912, à Limmer-Linden, en province de Hanovre et mort le 14 juin 1994, à Usingen, en Allemagne, est un ancien joueur allemand de basket-ball.